# Kneberfjellet

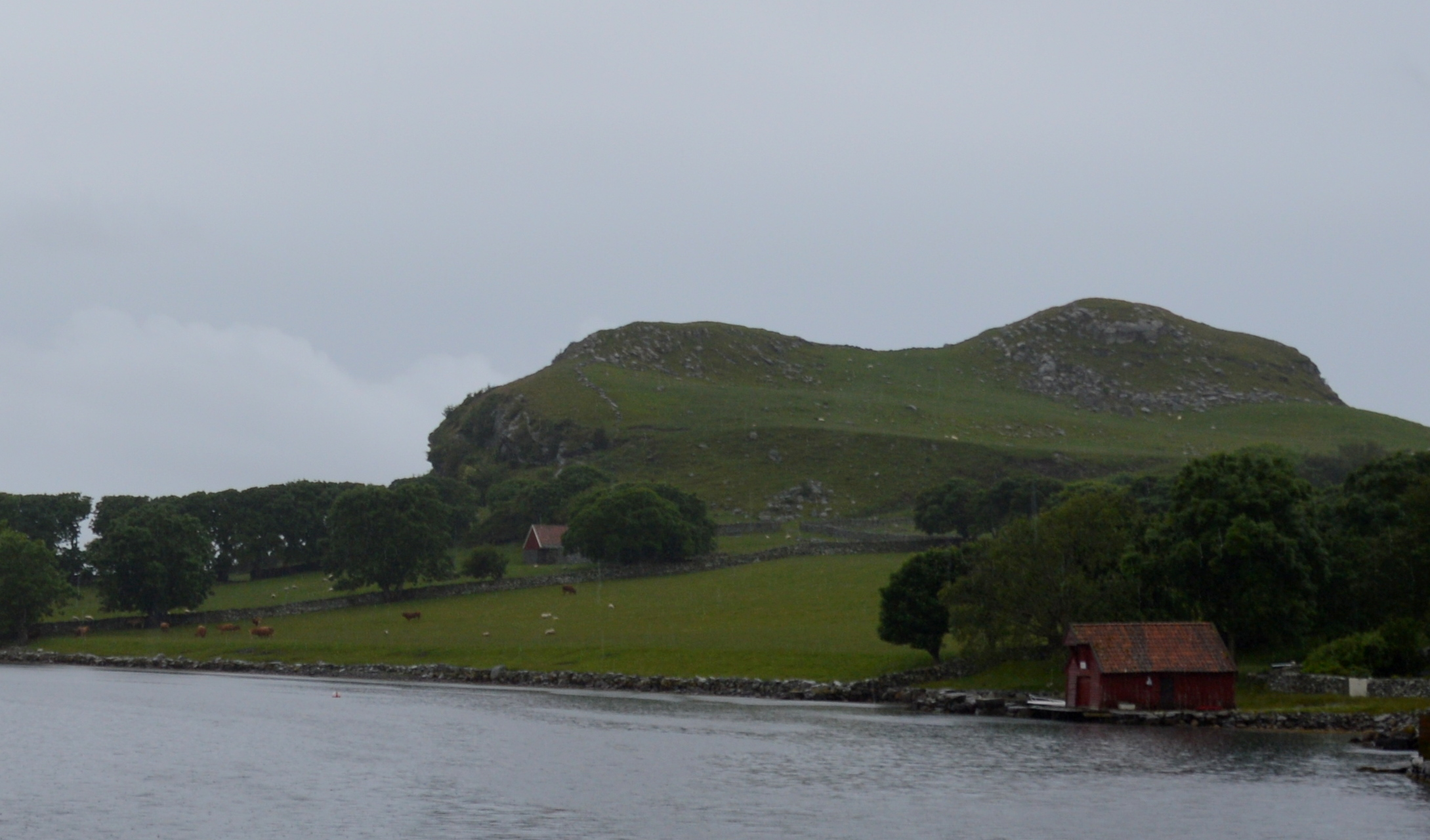
Kneberfjellet, Blick von Osten vom Kloster Utstein

Der Kneberfjellet ist ein Berg auf der Insel Klosterøy in der norwegischen Kommune Stavanger in der Provinz Rogaland.
Er erreicht eine Höhe von 80,5 Metern und ist die höchste Erhebung der Insel. Der Kneberfjellet erhebt sich im südwestlichen Teil der Insel über dem südlich verlaufenden Fjøløysundet und westlich des Klostervågen. Das Felsmassiv des Kneberfjellet hat zwei Gipfel, wobei der nördliche der höhere ist.